# شاهین جعفرقلی
شاهین جعفرقلی یک بازیگر و خوانندهٔ نوجوان بریتانیایی ایرانی‌تبار است که در شهر سوانسی در ولز زندگی می‌کند. او از پدری ایرانی (ایرج جعفرقلی) و مادری ولزی (کارن توماس) زاده شده‌است. جعفرقلی با خواندن ترانهٔ «چه کسی تو را دوست دارد» (به انگلیسی: Who's Lovin' You) از مایکل جکسون، در برنامهٔ پرطرفدار تلویزیونی کشف استعدادهای بریتانیا، به شهرت رسید.
او با اجرای خوب این ترانه، تحسین داوران و تماشاگران را برانگیخت. روزنامه‌های بریتانیایی شاهین جعفرقلی را دوّمین کشف این برنامه دانستند.
پدر و مادر شاهین خیلی توافقی و دوستانه از یکدیگر جدا شدند. و هم‌اکنون شاهین به‌طور مرتب با پدرش ملاقات می‌کند.
هم‌چنین شاهین جعفرقلی در مراسم یادبود مایکل جکسون، با ۱۲ سال سن جوان‌ترین هنرمند این مراسم بود و به گفته برگزار کنندهٔ کنسرت‌های این آخرش است، مایکل از شاهین جعفر قلی خواسته بود که در کنسرت این آخرش است، وی را هم‌راهی کند و روی سن با او بخواند.
شاهین در سال ۲۰۱۱ نخستین آلبوم رسمی خود را با نام When I Come of Age ارائه داد.